# Étang des Puits
L'étang des Puits est un étang situé sur le territoire de la commune vaudoise de Bavois, en Suisse.

## Géographie
Il est situé à l'ouest du village de Bavois, au bord du canal d'Entreroches, sur le côté Jura de la ligne du Pied-du-Jura. Sa longueur est d'environ 100 mètres pour une largeur de 60 mètres, de très faible profondeur, son altitude est de 440 m.

## Faune
Plusieurs espèces de poissons sont présentes dans l'étang. En 2012, l'inspection de la pêche du canton de Vaud relève la capture d'une truite Fario, quatre truites arc-en-ciel, deux brochets, cinq carpes ainsi que 13 individus non identifiés.